# Вулиця Полковника Данила Нечая (Тернопіль)
Вулиця Полковника Данила Нечая — вулиця в мікрорайоні «Новий світ міста Тернополя. Названа на честь українського військового діяча, полковника брацлавського Данила Нечая.

## Відомості
Розпочинається від вулиці Броварної, пролягає на схід, перетинаючи вулицю Новий Світ до вулиці Транспортної, де і закінчується. На вулиці розташовані як приватні, так і багатоквартирні будинки. З півдня примикає вулиця Івана Вагилевича.

## Установи
- Тернопільська обласна бібліотека для молоді (Полковника Данила Нечая, 29)

## Комерція
- Ринок «Темза» (Полковника Данила Нечая, 25)

## Транспорт
Рух по вулиці — двосторонній, дорожнє покриття — асфальт. Громадський транспорт по вулиці не курсує, найближчі автобусні зупинки знаходяться на вулицях Олени Теліги та Северина Наливайка.